# Sistema quântico aberto

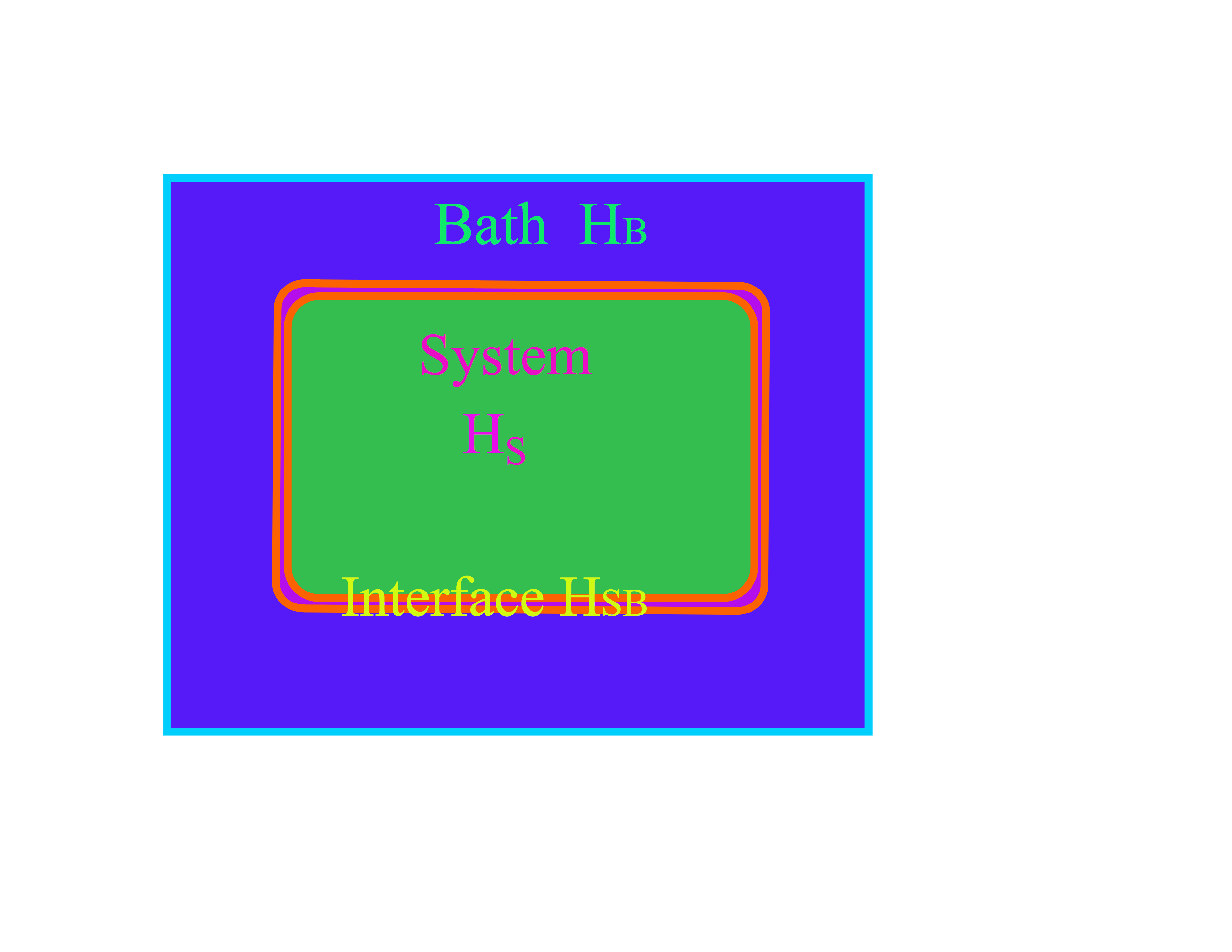
Sistema em contato com um banho térmico.

Na física, um sistema quântico aberto é um sistema quântico-mecânico que interage com um sistema quântico externo, o ambiente ou o banho. Em geral, essas interações alteram significativamente a dinâmica do sistema e resultam em dissipação quântica, onde as informações contidas no sistema são perdidas para o ambiente. Como nenhum sistema quântico é completamente isolado de seus arredores, é importante desenvolver uma estrutura teórica para o tratamento dessas interações, a fim de obter uma compreensão precisa dos sistemas quânticos.
Técnicas desenvolvidas no contexto de sistemas quânticos abertos têm se mostrado poderosas em campos como óptica quântica, teoria quântica de medidas, mecânica estatística quântica, ciência da informação quântica, termodinâmica quântica, cosmologia quântica, biologia quântica e aproximações semi-clássicas.